# Agostino (romanzo)
Agostino è un romanzo breve di Alberto Moravia pubblicato in prima edizione nel 1943 a Roma presso la casa editrice "Documento" dell'amico Federico Valli, in tiratura limitata di 500 copie a causa del veto della censura fascista, che aveva giudicato l'argomento del libro troppo scabroso.

## Storia editoriale
Alla seconda edizione del 1945 provvide Valentino Bompiani con due diverse sovracoperte - la prima con un ritratto di Moravia e la seconda con un'illustrazione a colori de "La Spiaggia " di Georges Braque - e due illustrazioni di Renato Guttuso, vincendo il premio istituito dal Corriere Lombardo, il primo premio dopo la caduta del fascismo. Unanimemente considerato una delle più perfette opere narrative di Moravia, il romanzo fu incluso nel volume Opere 1927-1947, curato da Geno Pampaloni, con l'Autobiografia letteraria dell'autore, pubblicato nel 1986 nella Collana dei Classici Bompiani.

## Trama
Il libro ha come protagonista Agostino, un ragazzo di tredici anni che vive con la madre, vedova ancora giovane e bella, per la quale nutre un'autentica venerazione. Il racconto è ambientato in una località marina della costa toscana, dove madre e figlio trascorrono le vacanze estive.
Madre e figlio godono di momenti privilegiati quando, al momento tanto atteso del bagno, giocano e scherzano con ancestrale intimità. Ma questo momento di felicità viene interrotto quando un giovane, di nome Renzo, chiede di potersi unire a loro e la madre, con disappunto di Agostino, acconsente. Presto la giovane donna prende l'abitudine di fare il bagno con Renzo lasciando Agostino, dolorosamente amareggiato, da solo sulla spiaggia.
Agostino intanto conosce Berto che gli fa conoscere un gruppo di giovani del luogo molto diversi da lui per estrazione sociale e, attirato da quel nuovo mondo, egli cerca di esserne ammesso. Ciò avviene dopo che egli ha offerto loro delle sigarette sottratte dalla borsa della madre. Da questi giovani rozzi e rissosi che lo prendono in giro soprannominandolo Pisa, città dalla quale Agostino proviene, egli apprende che la madre è considerata da tutti loro una donna facile e ne prova un forte turbamento.
Agostino conosce anche Saro, un bagnino che è il proprietario di una barca e che ha una relazione omosessuale con Homs, un giovane nero che appartiene al gruppo. Quando Agostino, che è ignaro di tutto, viene invitato in barca, si vede costretto a fronteggiare gli approcci di Saro, che però, vista l'ingenuità del giovinetto, non insiste oltre.
Da Tortima, un ragazzo del gruppo, Agostino viene a conoscenza dell'esistenza dei postriboli e dopo aver visto la madre baciare Renzo, egli, che vuole entrare nel mondo dei grandi, dopo essersi procurati i soldi necessari per lui e il compagno, cerca di entrare in una casa di tolleranza, ma viene respinto perché troppo giovane.
Il romanzo termina con la richiesta da parte di Agostino alla madre di ritornare a casa e di non essere più trattato come un bambino ma come un uomo.

## Critica
Scrisse Geno Pampaloni: il «protagonista ha la rivelazione, durante un'estate in Versilia, dell'esistenza del male: il male come non-purezza, come debolezza, corruzione e abbandono alla insidiosa potenza degli impulsi vitali (in primo luogo il sesso). La primitiva ispirazione rigoristica, che è all'origine del libro, si risolve in una sorta di languore, che lo scrittore identifica con grande maestria nella spossatezza sfibrante di un'estate assolata lungo la spiaggia... Proprio mentre scopre, nelle memorabili pagine finali del libro, che egli è lasciato solo con la sua responsabilità di giudizio di fronte anche agli affetti più gelosi e profondi come quello per la madre, Agostino è trascinato a essere complice con la vita 'quella che è'».

## Opere derivate
- Dal romanzo fu tratto nel 1962 l'omonimo film di Mauro Bolognini, interpretato da Ingrid Thulin, Paolo Colombo, Mario Bortoletti e John Saxon.
- Da Agostino è stato anche tratto l'album di rock progressivo italiano Adolescenza, di Mario Panseri, pubblicato da RCA Italiana nel 1973.

## Edizioni
- Agostino, Documento, Roma, 1943
- id., Collana Letteraria, Bompiani, Milano, 1945
- id., Collana I delfini n.35, Bompiani, Milano, 1955-67
- id., Collana i Garzanti, Garzanti, Milano, 1974-1976
- id., Presentazione di Enzo Siciliano, Introduzione e note a cura di Tonino Tornitore, Bompiani, Milano
- id., Introduzione di Giuliano Dego, Bibliografia di Tonino Tornitore, Collana I Grandi Tascabili, Bompiani, Milano, 1995
- id., a cura di S. Casini, Bompiani, Milano, 1ª ed. settembre 2014